# Rumenka (ptica)
Rumenka (лат. Carpodacus erythrinus) geografski je najraširenija i najsretanija vrsta zebe severne Azije i severoistočne Evrope.

## Taksonomija
U molekularno-filogenetskim studijama familije zeba objavljenim 2012. godine Zukon i kolege su našli da se rumenka (Carpodacus erythrinus) nalazi van jezgra klade (evolutivne grane) roda  i da je to sestrinska grupa skarletnih zeba. Preporučili su da se rumenka izdvoji u zasebnu monofiletsku grupu, pri čemu bi se našla u okviru roda Erythrina. Britanska Ornitološka Unija (BOU) je prihvatila ovaj predlog, ali je Internacionalna Ornitološka Unija (IOU) ipak odlučila da zadrži rumenku u okviru grupe zeba iz roda .
Ime roda potiče od reči стгрч. karpos, što znači „voće” i стгрч. dakno, sa značenjem „gristi”, a specijski deo imena vrste je od reči лат. erythrinus, tačnije od erythros, što znači „crven”.

## Opis
Rumenka je u proseku 13 – 15 cm dugačka. Ima masivan i koničan kljun. Odrasli mužjak ima jarko karmin crvenu glavu, grudi i trtični region; tamno braon krila sa dve neupečatljive trake i beli stomak. Ženke i mladunci su tamnije obojeni za žućkasto-braon prelivom odozgo, svetlijim trtičnim regionom i sivijom glavom.
Odrasli menjaju svoje letnje perje u zimsku obojenost između septembra i novembra meseca. Posle mitarenja, crveni regioni na mužjaku se povlače i postaje svetliji tokom zime.

## Ponašanje
Gnezdo pravi nisko u žbunju, skoro na zemlji. Jaja su tamno plave boje sa braon tačkama i tamno braon flekama. U leglu se nalazi od 4 do 6 jaja.

## Distribucija i stanište
Raširili su se ka zapadu Evrope u poslednjim decenijama i postali redovna gnezdarica Srbije. Rumenka se gnezdi od doline Dunava preko Švedske i Sibira do Beringovog mora na severu; Kavkaza, severnog Irana i Afganistana, zapadnih Himalaja, Tibeta i Kine, Japana izmedju 25° i 68° paralele. Zimi se mogu naći u južnom Iranu, jugoistočnoj Kini, Indiji, Burmi i Indokini. U Srbiji se gnezdi na nekoliko planinskih lokaliteta na jugu zemlje.
Preko leta se mogu sresti u grmlju, šumskim proplancima, ivicama šuma blizu potoka i reka, dok zimi obilaze bašte, voćnjake, vlažna staništa i suve šume hrastova.

## Spoljašnje veze
- Архивирано на веб-сајту  (3. август 2017)
- [мртва веза]
- Архивирано на веб-сајту  (4. август 2017)
- ARKive
- Fauna Europaea
- rasprostranjenje u Srbiji Архивирано на веб-сајту  (4. август 2017)